# 武居大伴主神
武居大伴主神（たけいおおともぬしのかみ、歴史的仮名遣：たけゐおほともぬしのかみ）は、長野県諏訪地方の民間伝承（諏訪信仰）の神。

## 概要
神名は武居大友主神とも表記される。また武居会美酒（たけいえびす・たけいえみし）、武居夷神とも呼ばれる。ただし『諏訪下社大祝武居祝系図』では「武居恵比寿神」は武居大友主神とは別神でその御子神とされる。
諏訪地方の先住神とされる。伝承によると、諏訪大社に祀られている建御名方神（諏訪明神）が諏訪に入ろうとした時、洩矢神と共に建御名方神と対抗するも敗れてしまい、2柱は建御名方神に仕える者となった。建御名方神が諏訪に踏み入る前に、進入者と妥協すべしと洩矢神を説得しようとすると洩矢神の怒りを買ってしまったという話もある。
蓼科神社（北佐久郡立科町）の社伝では、武居夷神（大伴主神か）が諏訪大神（建御名方神）に領土を譲ってから蓼科山に登ったと言われている。

## 系譜
諏訪大社下社の神職の一つ・武居祝（たけいほうり）を務めてきた今井氏の始祖とされた。

## 神社

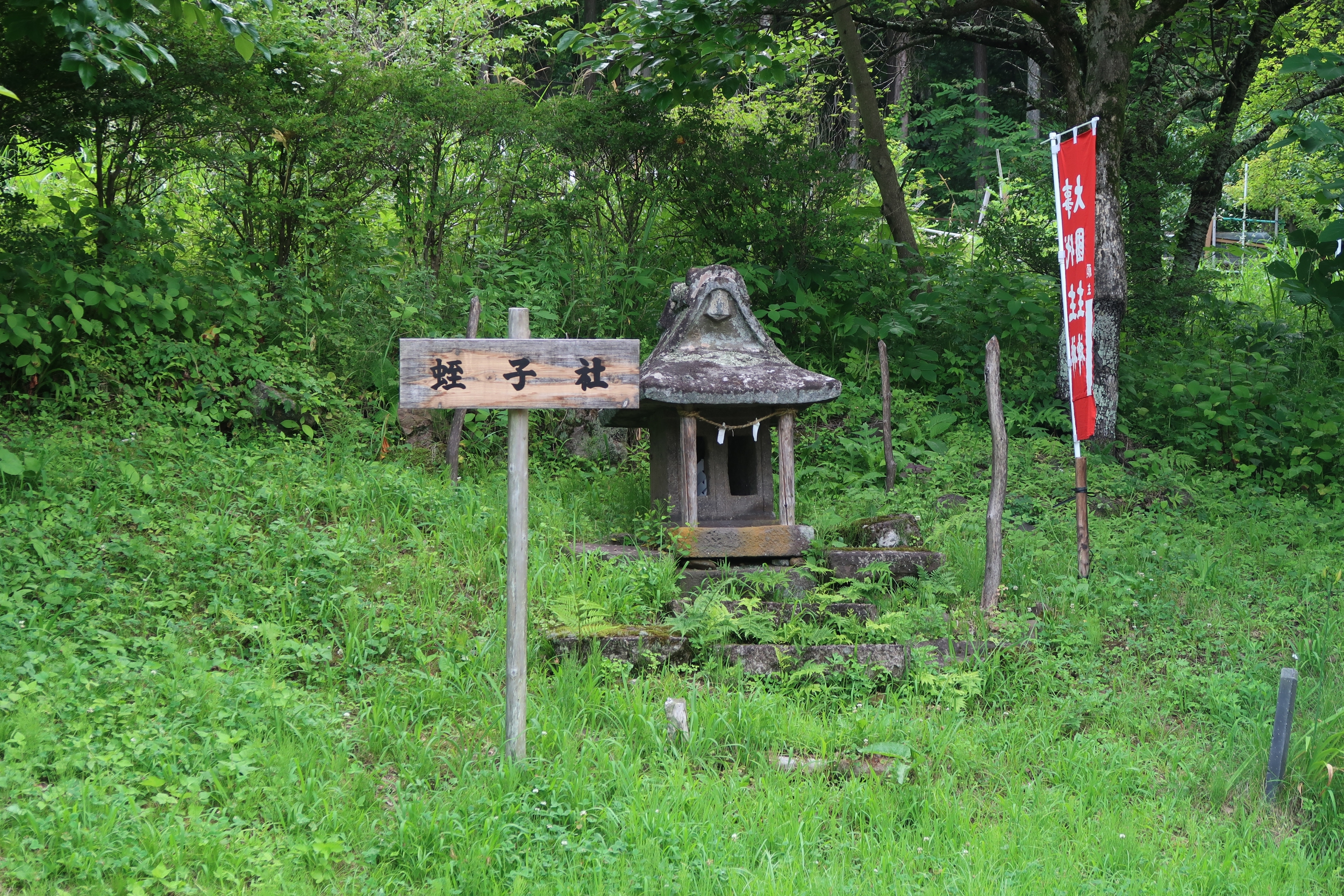
蛭子社（諏訪市）

- 武居恵比須社（長野県諏訪郡下諏訪町武居）

諏訪大社下社秋宮の裏手にある。祭神は恵比寿神。
- 蛭子社（武居会美酒）（諏訪市中洲神宮寺）

諏訪大社上社の下十三所の一つ。祭神は事代主神。付近には武居畑遺跡と武居城跡がある。
佐久市望月にある大伴神社もその名称から武居大伴主神と関連付けされることもあった。伝承では一説に祭神を武居大伴主神とする。